# Inclusions de fosa

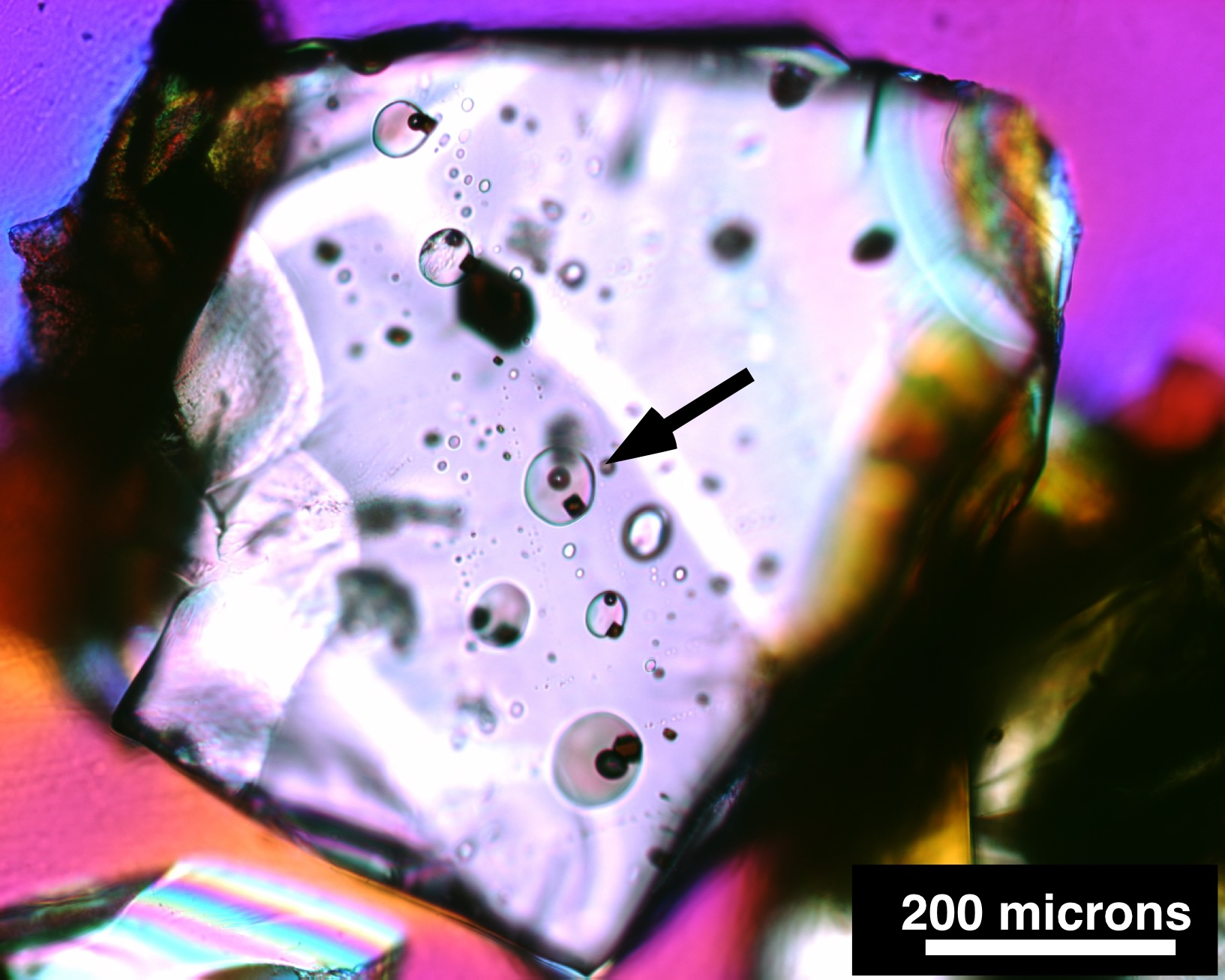
Inclusions de fosa múltiples en un cristall d'olivina. Les inclusions individuals són rodones o ovalades i es componen de vidre transparent, juntament amb una petita bombolla de vapor i en alguns casos un petit cristall quadrat d'espinel·la. La fletxa negre apunta a un bon exemple, però hi ha molts altres. L'aparició de múltiples inclusions dins d'un sol vidre és relativament comú

Les inclusions de fosa són petites parcel·les o "taques" de fosa(es) que estan atrapades pels vidres que creixen al magma i, finalment forma roques ígnies. En molts aspectes són anàlogues a les inclusions de fluid. Les inclusions de fosa són generalment petites, la majoria són de menys de 80 micròmetres a l'altra banda (un micròmetre és una mil·lèsima part d'un mil·límetre). No obstant això, poden proporcionar una gran quantitat d'informació útil. Usant les observacions microscòpiques i una gamma de tècniques de microanàlisi químiques, els geoquímics i petròlegs ignis poden obtenir una gamma d'informació única d'inclusions foses. Els usos més comuns de les inclusions foses és l'estudi de la composició i evolució dels magmes que han existit en la història dels sistemes de magma específics. Això es deu a les inclusions poden actuar com a "fòssils", capturant i preservant-los abans que siguin modificats per processos posteriors. A més, a causa que estan atrapats en les altes pressions (P) i temperatures (T) moltes inclusions foses també proporcionen informació important sobre les condicions d'atrapament (P-T) i el seu contingut volàtil (així com H₂O, CO₂, S i Cl) que duen a terme erupcions volcàniques explosives.
Sorby (1858) va ser el primer a documentar inclusions foses microscòpiques en vidres. L'estudi de les inclusions de fosa ha estat impulsat més recentment pel desenvolupament de tècniques d'anàlisis químiques sofisticades. Els científics de l'antiga Unió Soviètica van conduir l'estudi d'inclusions foses en les dècades posteriors de la Segona Guerra Mundial (Sobolev i Kostyuk, 1975), i van desenvolupar els mètodes per a escalfar inclusions de fosa sota un microscopi, per la qual cosa els canvis poden ser observats directament.
Tot i que són petites, les inclusions de fosa poden contenir diversos components, incloent el vidre (que representa la massa fosa que ha estat temperat per refredament ràpid), vidres petits i una bombolla de vapor rica separada. Es produeixen en els vidres que es poden trobar a les roques ígnies, com ara quars, feldespat, olivina, piroxè, nefelina, magnetita, perovskita i apatita. Les inclusions de fosa es poden trobar tan en roques volcàniques com plutòniques. A més, les inclusions de fosa poden contenir fases de fosa immiscibles (no miscible). El seu estudi és una manera excepcional per trobar evidències directes per la presència de dos o més foses en l'atrapada.